# Притуп Уляна Олександрівна
Уляна Олександрівна Притуп (19 серпня 1928, село Бобруйки, тепер Козелецького району Чернігівської області — ?) — українська радянська діячка, завідувачка свинотоварної ферми колгоспу «Авангард» Козелецького району Чернігівської області. Депутат Верховної Ради УРСР 8—10-го скликань.

## Біографія
Народилася в селянській родині. Батько, Олександр Мотовиловець, працював у сільському господарстві.
Освіта середня спеціальна. Закінчила зоотехнічний технікум.
У 1948—1953 роках — зоотехнік колгоспу «Зірка», зоотехнік Остерської зооветеринарної дільниці Чернігівської області.
З 1953 року — зоотехнік колгоспу «Авангард» села Одинці Козелецького району Чернігівської області.
З 1963 року — завідуюча свинотоварної ферми, завідувачка ділянки тваринництва (дільниці з виробництва свинини) колгоспу «Авангард» села Одинці Козелецького району Чернігівської області.
Член КПРС з 1967 року.
Потім — на пенсії в селі Бобруйки Козелецького району Чернігівської області.

## Нагороди
- орден Жовтневої Революції
- орден «Знак Пошани»
- медаль «За доблесну працю. В ознаменування 100-річчя з дня народження Володимира Ілліча Леніна» (1970)
- медалі
- Заслужений працівник сільського господарства Української РСР